# Ямало-Гиданська тундра
Ямало-Гиданська тундра (ідентифікатор WWF: PA1114) — палеарктичний екорегіон тундри, розташований на півночі Західного Сибіру, переважно на території Ямало-Ненецького автономного округу.

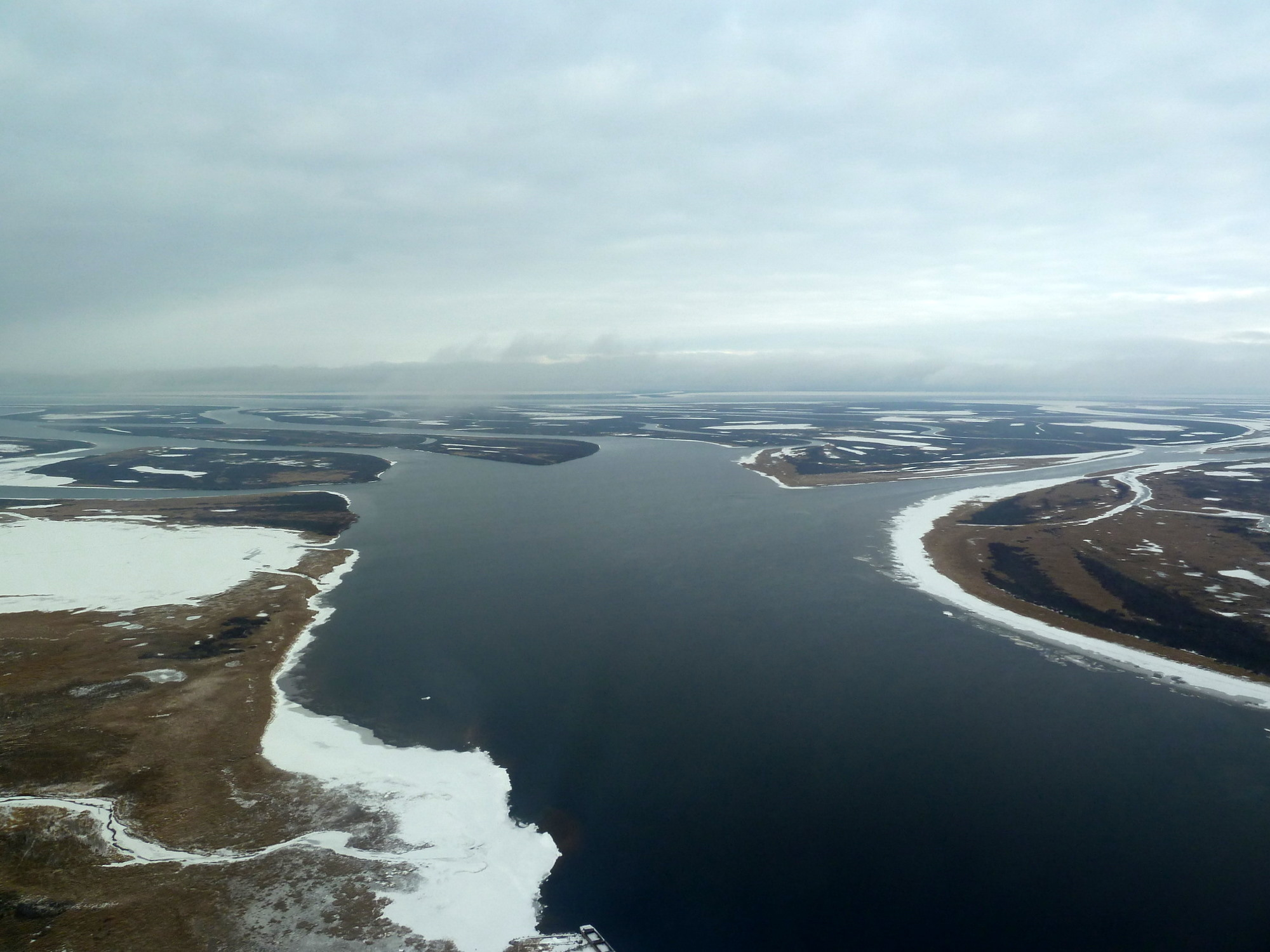
Річка Таз в ЯНАО

## Географія
Екорегіон Ямало-Гиданської тундри охоплює півострів Ямал, Тазівський півострів та Гиданський півострів, розташовані на південному узбережжі Карського моря. Ці півострови розділені Обською губою та Тазівською губою, в які впадають річки Об і Таз відповідно. Крім того, екорегіон охоплює кілька островів, розташованих в Північному Льодовитому океані, найбільшим з яких є острів Білий. Східною межею екорегіону є Єнісейська затока та річка Єнісей, за якою починається Таймиро-Середньосибірська тундра. На південь від регіону поширена західносибірська тайга, а на захід — тундра Північно-Західної Росії та Нової Землі.

## Клімат
На більшій частині екорегіону переважає тундровий клімат (ET за класифікацією кліматів Кеппена), коли принаймні один місяць в році має середню температуру вище 0 °C, достатню для танення снігу, однак середня температура найтеплішого з місяців не перевищує 10 °C. На півдні регіону переважає субарктичний клімат (Dfc за класифікацією Кеппена), який характеризується довгою холодною зимою та коротким прохолодним літом із середньою температурою не вище 22 °C. Середньорічна кількість опадів становить близько 514 мм. Середня температура в центральній частині екорегіону становить -24,2 °C у січні та 10,5 °C у липні, мінімальна температура становить -57 °C, максимальна температура становить 25 °C. Поширена багаторічна мерзлота. Болота екорегіону живляться талою сніговою водою навесні та дощовою водою ранньою осінню.

## Флора і фауна
Рослинний покрив екорегіону представлений лишайниково-моховою та чагарниково-моховою тундрою, що перемежовується ділянками голої землі та заболоченими територіями. На півночі частіше зустрічається лишайникова тундра і позбавлені рослинності ділянки. Флора екорегіону представлена близько 120 видами судинних рослин, зокрема карликовою березою (Betula nana) та полярною вербою (Salix polaris).
Серед поширених в регіоні ссавців слід відзначити песця (Vulpes lagopus), тундрового вовка (Canis lupus albus), звичайну росомаху (Gulo gulo), північного оленя (Rangifer tarandus), сибірського лемінга (Lemmus sibiricus) та арктичного лемінга (Dicrostonyx torquatus). В прибережних районах зустрічаються білі ведмеді (Ursus maritimus) та звичайні моржі (Odobenus rosmarus).
В межах екорегіону гніздиться близько 50 видів птахів. Багато з них є перелітними, а сама територія регіону є важливим продовженням Атлантичного пролітного шляху. Серед поширених в регіоні птахів слід відзначити білу сову (Bubo scandiacus), тундрову куріпку (Lagopus muta), зимняка (Buteo lagopus), кречета (Falco rusticolus), червоногрудого побережника (Calidris ferruginea) , майже ендемічну червоноволу казарку (Branta ruficollis), зеленошию пухівку (Somateria mollissima), морянку (Clangula hyemalis) та снігову пуночку (Plectrophenax nivalis).

## Збереження
Оцінка 2017 року показала, що 30 943 км², або 8 % екорегіону, є заповідними територіями. Основною природоохоронною територією екорегіону є Гиданський національний парк.